# Гофман, Мартин Людвиг

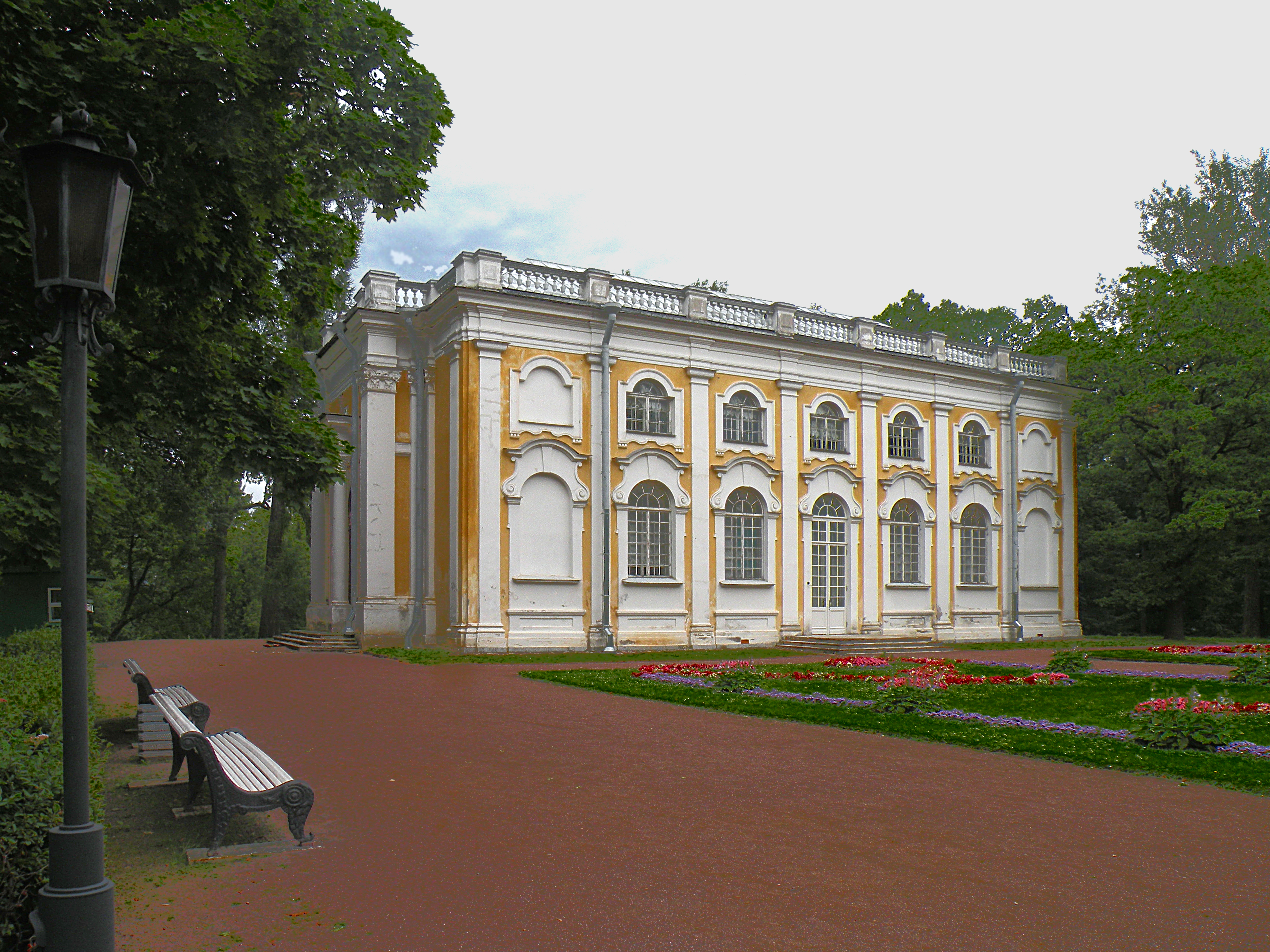
Каменное зало в Ораниенбауме

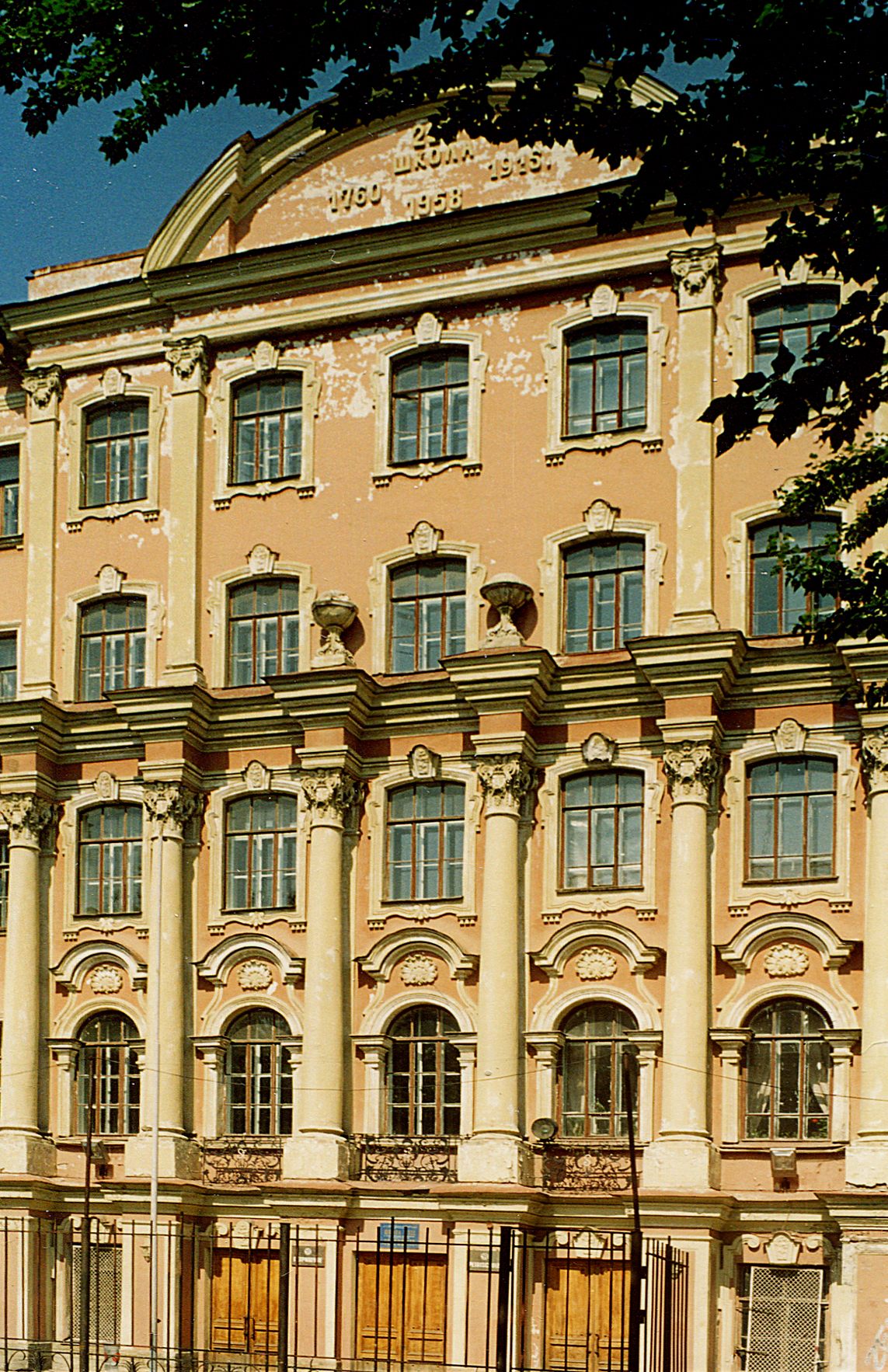
Центральная часть здания Петришуле

Мартин Людвиг Гофман (1714—1788) — российский архитектор эпохи барокко, немецкого происхождения.
Родился в Риге 31 октября 1714 года и получил профессию каменных дел мастера. В 1740—1750-х годах работал в Ораниенбауме по расширению и реконструкции ансамбля в качестве резиденции наследника престола Петра Фёдоровича, ставшего российским императором Петром III. Эти работы велись там под руководством Бартоломео Растрелли и по его чертежам. Самим Гофманом были построены: оранжерея в Нижнем саду (1747—1748, от которой до нас дошёл лишь фундамент), Нижние дома (1749—1751), Картинный дом (1752—1757). Участвовал в переделке Большого дворца, создав парадную лестницу и прогулочные галереи.
Им было создано «Каменное зало» в Верхнем парке как центральная часть Нового дворца (1751—1752).
Затем архитектор был привлечён к работам по созданию школы (Петришуле) на участке немецкой лютеранской общины, рядом с церковью Святых Петра и Павла (Невский проспект, 22—24). Школа эта была построена Гофманом в 1760—1762 годах под очевидным влиянием творчества Растрелли. Впоследствии здание перестраивалось и расширялось (Д. Феррари в 1799-м, А. Х. Пель при участии Ю. Ф. Бруни в 1876—1877, В. Э. Коллинсом в 1913—1915 годах). Однако её центральный фасад в основном сохранился.
Гофман умер 14 апреля 1788 года в должности архитектора Сухопутного шляхетского корпуса.